# ホテルグランドパレス徳島
株式会社ホテルグランドパレス（英語: HOTEL GRAND PALACE）は、徳島県徳島市に本社を置くホテル運営会社である。

## 沿革
- 1980年（昭和55年）07月 - 株式会社グランドパレス徳島により、ホテルを開業する。
- 1999年（平成11年）09月2日 - 会社を設立し、前身企業より運営を承継する。
- 2003年（平成15年）08月 - 徳島市寺島本町西に「アグネスホテル徳島」を開業する。
- 2008年（平成20年）11月 - 徳島市南前川町にあった徳島厚生年金会館（ウェルシティ徳島）の跡地にパークウエストンを開業する。
- 2011年（平成23年）03月 - 徳島市寺島本町西に「和風ダイニング DOMANNAKA」を開業する（2013年現在、関連会社が運営している[1]）。
- 2011年（平成23年）06月 - 徳島市寺島本町西に「アグネスホテル・プラス」を開業する（2013年現在、関連会社が運営している[1]）。

## 運営ホテル

### ザ・グランドパレス

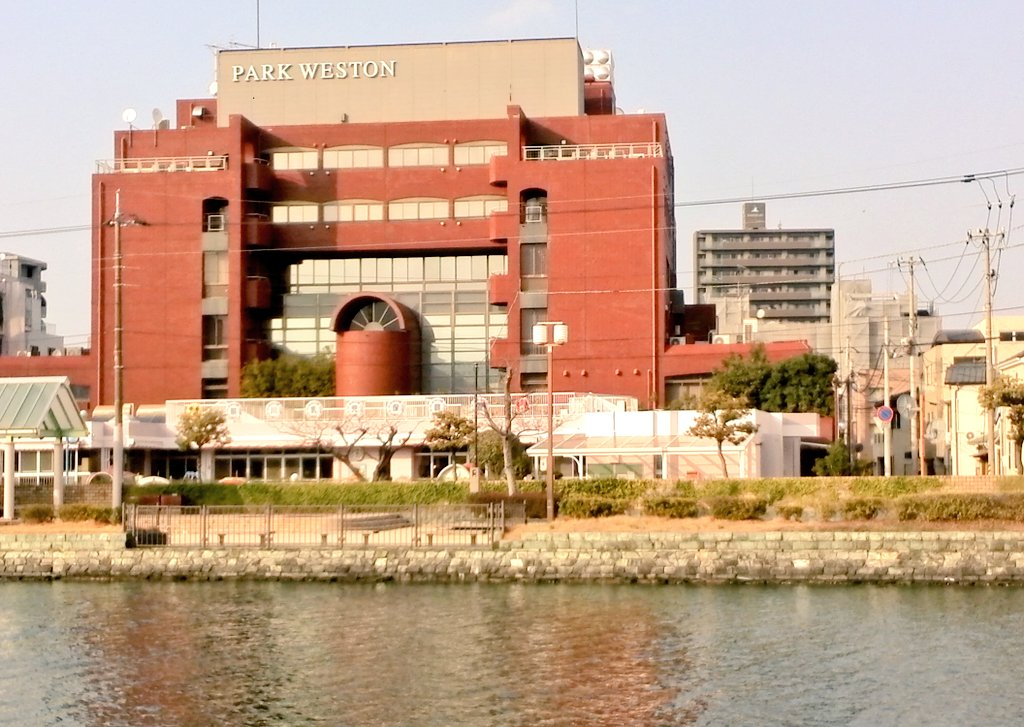
パークウエストン

徳島市寺島本町西にあるホテル・結婚式場で、1980年（昭和55年）7月にオープン。

#### 施設
- 1F - レストランロータス
- 3F - グランドルーム、スタールーム
- 4F - オークルーム、メイプルルーム
- 5F - ラベンダールーム、梅の間、萩の間
- 6F - 末広の間

このほか、館外にレストラン（和風ダイニング DOMANNAKA）がある。

#### 交通
- JR徳島駅より徒歩約3分。
- 徳島自動車道 徳島インターチェンジより車で約15分。

### パークウエストン
- パークウエストンを参照